# Ksienija Naumowa
Ksienija Naumowa, ros. Ксения Игоревна Наумова (ur. 1 lutego 1990 w Rosji) – rosyjska siatkarka grająca na pozycji przyjmującej. Obecnie występuje w drużynie Zarieczje Odincowo.

## Kariera
- Zarieczje Odincowo (2008–2009)
- Dinamo Kazań (2009–2001)
- Zarieczje Odincowo (2010–2011)

## Sukcesy
- finalistka: Grand Prix 2009